# Hammarön
För andra betydelser, se Hammarö.
Hammarön eller Hammarö är en cirka 50 km² stor ö i norra Vänern. Det är Vänerns tredje största ö till storleken, men endast smala älvgrenar skiljer den från fastlandet och från närliggande öar i Klarälvens delta söder om Karlstad i Värmland. Ön utgör huvuddelen av Hammarö kommun.

## Namnet
Den första kända skriftliga källan till namnet är Hammarø från 1296, men det är oklart om ön eller socknen avsågs. Här anses ordledet hammar ha betydelsen "klippa".
Naturgeografiskt väletablerade källor, som Lantmäteriet, Nationalencyklopedin och kommunens kulturmiljöprogram ger entydigt namnet Hammarön i bestämd form för ön. Det är dock vanligt med uttrycket "på Hammarö", vilket kan tolkas som en användning av önamnet Hammarö eller som användning av prepositionen på framför en kortform för kulturbygden, socknen eller kommunen.

## Geologi och geografi
När isen drog sig tillbaka för cirka 11 000 år sedan, vid slutet av senaste istiden, låg området helt under havsytan. För cirka 10 000 år sedan avsnörptes Storvänern och bildade en sjö betydligt större än dagens Vänern, men Hammaröns område låg fortsatt under vattenytan. Under följande årtusenden steg ett skärgårdslandskap upp ur norra delen av sjön på grund av differentiell landhöjning. Än idag är landhöjningen 1 mm/år högre i norra Vänern än vid utflödet vid Vänersborg, vilket gör att Hammarön fortsatt stiger i denna takt ur Vänern. Hammarön är topografiskt mycket flack med endast mycket begränsade områden belägna mer än 15 meter
över nuvarande Vänernnivå. Kommunens högsta punkt återfinns på Rävön, 75 meter över havet.
Geologiskt är berggrundsytan en del av det subkambriska peneplanet och täcks normalt sett av tunna och lösa jordlager på klipporna. Växtligheten är därför genomgående förhållandevis mager. Mer sammanhängande jordbruksytor finns på Hammaröns norra del medan gles skogsmark dominerar öns södra partier.
På grund av den differentiella landhöjningen mellan nord- och sydändan av Vänern har Klarälvens delta under historisk tid förflyttat sig söderut. Idag har deltat därigenom fått kontakt med Hammarön, som tillsammans med de mindre grannöarna Vidön, Djupsundsholmarna och Nolgårdsholmarna och två andra mindre öar nu åtskils från varandra och från fastlandet i nordväst endast genom de smala älvgrenarna Skoghallsådran, Dingelsundsådran, Suttersälven och Morbrors ådra samt genom korvsjön Djupsundsviken.
Öster om deltat har ön en nordkust mot Hammarösjön, en vik av Vänern. Här finns två uddar: en som heter Hammars udde norr om Hammarö kyrka och en större som heter Tynäsudden.

### Deltats öar norr om Hammarön
Dingelsundsådran skiljer Vidön från fastlandet och Skoghallsådran Vidön från Hammarön. Djupsundsholmarna och Nolgårdsholmarna är en och samma ö med två bebyggelser som har dessa två ortnamn. Den skils från Hammarön genom korvsjön Djupsundsviken och dess två avlopp, ett åt nordost genom ett vattendrag in i Morbrors ådra och ett annat åt sydväst genom ett vattendrag in i Skoghallsådran.
En kort älvgren, innan Skoghallsådran rinner söderut, skiljer Djupsundsholmarna och Nolgårdsholmarna från fastlandet bredvid Vidön. Sedan skiljer en bit av Suttersälven (som rinner österut) fram till Morbrors ådra ön från Tingvallaön i norra delen av deltat (där stora delar av Karlstad ligger). Suttersälven utgör där kommungräns mellan Hammarö och Karlstads kommuner. Skoghallsådran skiljer dessutom Vidön från ön i väster. Nolgårdsholmarna ligger väster om Nolgårdsudden och Nolgård som båda ligger på nordligaste Hammarön och som tillhör de norra delarna Skoghalls tätort.
Norr om Morbrors ådra som rinner norr om Nolgårdsholmarna och Hammarön (och skiljer av öarna därifrån) finns ytterligare två öar som skils från Tingvallaön av Suttersälven och från varandra av Sorgforsådran. Ön söder om Sorgforsådran har en bebyggelse Svensholmen och ön norr därom bebyggelsen Bergholmen.

## Sten-, brons- och järnålder
Under äldre stenåldern stack endast små öar upp över Vänerns yta. Inga lämningar av människor är kända från denna tid. Från yngre stenåldern har endast några stenyxor hittats, troligen från skärgårdsfiskare. Först för cirka 4 000 år sedan höjde sig större landområden upp över vattenytan. Spår av stadigvarande bosättning finns från järnåldern. Två domarringar, samt flera stensättningar, skålgropar och gravhögar är kända på ön. Från vikingatiden finns en runinskrift på Hovlandastenen.

## Medeltiden
Hammarö kyrka och Hammarö socken anses båda härstamma från 1200-talet. Vid mitten av medeltiden beräknas öns befolkning ha uppgått till några hundra och vid medeltiden slut (1540) fanns 18 registrerade gårdar på ön. Fiske och boskapsskötsel var de viktigaste näringarna.

## Kommunikationer
Redan på 1500-talet omnämns en godshamn benämnd Skoghal, belägen på nordvästra Hammarön. Under flera århundraden fungerade Skoghall som Karlstads djuphamn för större fartyg. Omlastning skedde i Skoghall och frakten mellan Karlstad och Skoghall skedde på pråmar och mindre båtar, som seglades, roddes eller drogs fram på älvarmarna. Från 1838 hade Karlstad en egen djuphamn och Skoghall förvandlades till Uddeholmsbolagets egen hamn.
År 1885 fick ön ångbåtsförbindelse med Karlstad. Den första järnvägsförbindelsen för öborna kom 1915, Karlstad-Skoghalls Järnväg, men ändstationen låg på Vidön strax norr om Skoghall på andra sidan Skoghallsådran (med industrispår ner till Skoghalls bruk i Skoghall). Karlstad-Skoghalls Järnväg var en del av Nordmark–Klarälvens Järnvägar.
År 1929 byggdes den första vägbron Jakobsbergsbron, som går över älvarmen Suttersälven vid Nolgårdsholmarna. Den har endast en vägbana och är därför växelvis enkelriktad med trafikljus. Den korta tillfarten till bron mynnar ut i en mindre väg som heter Karlstadsvägen och som går söderut mot Skoghall och österut mot länsväg 236 (Hammaröleden). Länsväg 554 (Dingelsundsvägen) på Vidön i väster kan nås via en smal väg genom Vidöåsen, Vidövägen. Den går rakt västerut mot länsvägen från Karlstadsvägen över en bro över Skoghallsådran strax bredvid en trevägskorsning.
Efter trevägskorsningen vid bron över till Vidön går den gamla Karlstadsvägen söderut mot Skoghall. Den gick ursprungligen rakt söderut hela vägen ner mot Skoghalls centrum (den äldre delen av tätorten), längs med Skoghallsådran, men den vägen är numera avstängd norrut från Skoghall för biltrafik. Istället går en annan väg nu åt sydost ner mot en rondell förbi en skola och en sporthall.
Den nuvarande huvudleden för vägtransporter byggdes istället via Vidön rakt norrut från Skoghalls centrum 1960, den omnämnda länsväg 554. Därefter byggdes även Hammaröleden, som är huvudleden österut från ön.

## Industrier
Industrialiseringen kom till Hammarön 1855, då ett ångdrivet sågverk byggdes i Skoghall. Hammarön har inga egna skogar att tala om, utan virket flottades på Klarälven från norra Värmland. Uddeholmsbolagets byggde ut anläggningen i flera etapper och Skoghallssågen räknades länge som en av Sveriges största sågar. Sågen lades ner 1987.
Under åren 1915–1919 uppförde Uddeholm cellulosaanläggningar för pappersframställning, Skoghalls bruk, både i form av sulfit- och sulfatfabrik. Som nämnts drogs en järnväg fram till Skoghall 1915 och underlättade transporterna. Anläggningen är fortfarande i bruk och ägs idag av Stora Enso.

## Fritidsbebyggelse
Under slutet av 1800-talet, sedan ångbåtsförbindelse skapats, började välbärgade Karlstadsbor uppföra sommarnöjen på Hammarön, framförallt på Tynäsudden i nordost. Från 1930-talet etablerade istället främst arbetarfamiljer enkla fritidshus, både på Hammarön och omkringliggande småöar. Marken ägdes ofta fortsatt av kyrkan. På senare tid har mycket av denna bebyggelse omvandlats till permanentboenden.